# Onze-Lieve-Vrouw van Zeven Weeënkapel (Eindhout)

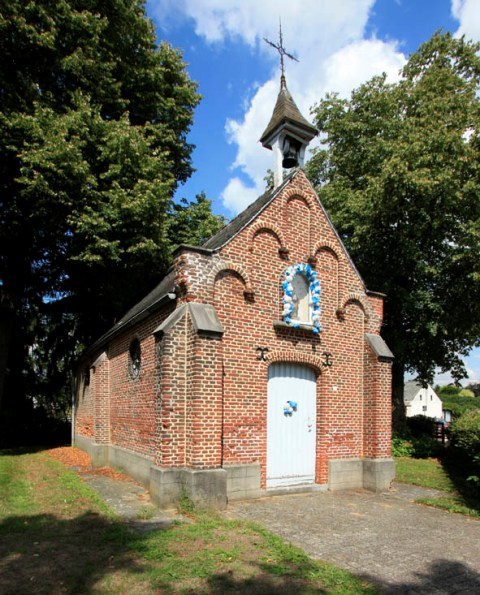
Onze-Lieve-Vrouw van Zeven Weeënkapel

De Onze-Lieve-Vrouw van Zeven Weeënkapel is een kapel in de tot de Antwerpse gemeente Laakdal behorende plaats Eindhout, gelegen aan Ham 22.
Volgens schriftelijke bronnen zou hier midden 17e eeuw al een kapel hebben gestaan. Het uiterlijk van de huidige kapel is echter 19e-eeuws, in neogotische stijl. De kapel werd in 1978 gerestaureerd.
De kapel bevindt zich op een grasveldje en is omringd met lindebomen.
Het is een bakstenen gebouwtje op rechthoekige plattegrond onder zadeldak. Op het dak bevindt zich een open dakruitertje met klokje en kruis.

## Interieur
Het in barokstijl uitgevoerde hoofdaltaar is van 1721. Twee bidbanken zijn 18e-eeuws, één ervan draagt het jaartal 1772. De kapel bezit een Sint-Lambertusbeeld (17e eeuw) en een beeld van Onze-Lieve-Vrouw van Zeven Weeën (1721).